# 金斯利鎮區 (堪薩斯州愛德華茲縣)
金斯利鎮區（英語：Kinsley Township）為美國堪薩斯州愛德華茲縣轄下的鎮區。2010年美国人口普查中此鎮區人口有139人。

## 地理
金斯利鎮區涵蓋總面積為121.4平方（46.89平方英里），其中陸地面積為121.4平方（46.89平方英里），水域面積為0平方（0.00平方英里）或0.00%。海拔高度658（2,159英尺）。

## 人口統計
根據2010年美國人口普查，金斯利鎮區人口有139人，其中男性有70人，女性有69人，人口密度為每平方公里1.15人，住房計77戶。鎮區內的白人有129人，非裔美國人有1人，美洲原住民有0人，亞裔美國人有0人，太平洋島裔美國人有0人，其他種族有8人，混血種族則有1人。此外鎮區內有15人為西班牙裔或拉丁裔美國人。此鎮區之年齡中位數為48.7歲，而男性年齡中位數為51.0歲，女性年齡中位數為45.5歲。

## 交通

### 主要公路
- 50號美國國道
- 56號美國國道
- 183號美國國道